# 陳怡潔
陳怡潔（1979年9月9日—），中華民國女性政治人物，前臺北市議員陳政忠之女，銘傳大學管理研究所博士，並任該校助理教授，前親民黨發言人，曾連任兩屆親民黨籍全國不分區立法委員。

## 從政歷程

### 2012年
陳怡潔排名親民黨不分區第四名；隔年3月15日，因張曉風辭任立委，以婦女保障名額遞補。3月19日，中選會審定通過陳怡潔遞補。

### 2016年
陳怡潔獲親民黨提名不分區立委候選人第二名，親民黨政黨票獲得6.52%的政黨票，共獲得3名席次，陳怡潔順利連任。

### 2020年
陳怡潔獲親民黨提名不分區立委候選人第五名，不過，由於2020年中華民國立法委員選舉中親民黨無法突破5%門檻，僅獲不足3.7%，陳怡潔也結束近七年的立委生涯。

### 2023年
親民黨於11月7日發布新聞稿表示，為備戰2024年不分區立委大選，延攬前立委陳怡潔、台灣環保文教基金會副秘書長胡文琦擔任親民黨發言人一職。同月23日，陳怡潔入列親民黨2024立法委員不分區名單第二名。

## 問政生涯

### 國慶煙火預算超支
親民黨立委陳怡潔指出，民進黨長期以來對國慶活動採低調辦理，但今、明（2017、18）兩年都大手筆舉辦國慶活動，她質疑這是考量明年選舉，「假國慶之名，行造勢之實」。

### 獲選優秀黨團幹部
公督盟評鑑選出29位優秀立委，親民黨立委陳怡潔獲選優秀黨團幹部。

### 《社會秩序維護法》修正案
新增「無故撥打警察機關報案專線，經勸阻不聽者，可處3日以下拘留或1萬2千以下罰鍰」，親民黨立委陳怡潔表示，「修法不是要鼓勵警察開罰，而是基於體恤警方的立場，避免增加警力負荷與浪費警方資源。」

### 提案修法患者有愛滋病須主動告知救護人員
親民黨立委陳怡潔提案修正「人類免疫缺乏病毒傳染防治及感染者權益保障條例」第12條，明定愛滋病患因故須緊急救護時，即須主動向救護人員告知病情，同時也規定救護人員不能因救護對象為愛滋病患，就不予以協助，藉此保障愛滋病患與救護人員雙方的權益。

### 提高酒駕肇事逃逸刑責
親民黨立委陳怡潔提案修正《刑法》，將駕車肇事致人死亡而逃逸者的刑責，提高為3年以上10年以下有期徒刑，另駕車肇事致人受傷而逃逸者，等同酒駕致人重傷之刑責，處1年以上7年以下有期徒刑，將現在酒駕肇事逃逸，反而刑責比較低的這個法律漏洞補起來，希望透過這個修法，讓酒駕肇事者不要再想逃跑，應先協助傷者就醫。

### 勞工颱風假上班領雙薪
親民黨立委陳怡潔將提案修法，讓原本因為天然災害放假卻依舊去上班的勞工，可以至少領到雙倍薪水。

### 要求修法阻止變相罷工
2017年7月30日 長榮航空500名空服員因颱風請「天災假」，造成50個航班取消，上萬名旅客行程受阻。
2017年8月1日 親民黨立委陳怡潔認為，根據「勞資爭議處理法」第五十四條規定：「工會非經會員以直接、無記名投票且經全體過半數同意，不得宣告罷工」，這次長榮航空事件，明顯是職業工會在運作，以集體請假手段「變相罷工」，交通部應儘速與勞動部研擬，針對這類集體請假達到變相罷工的方式，提出修法阻斷，例如同一天請假人數超出備勤人力時，即得不准假等規定。

### 育嬰津貼全領不到2成 立委促修法才能「領好領滿」
親民黨立委陳怡潔等31名委員共同提案，要求修正《就業保險法》育嬰留職停薪津貼的請領規定。陳怡潔說，育嬰津貼從98年開辦以來，請領方式明顯未考慮社會現況，造成不必要浪費，也淪為看得到吃不到的政策。

### 《兒童及少年福利與權益保障法》修正案
親民黨立委陳怡潔表示將提案修正菸酒管理法，要求酒類容器應明顯標示酒品名稱、酒精濃度及警語，而且廣告或促銷不得暗示飲用酒類能增進社交關係、專業地位或成功。

### 重罰企業濫用替代役
親民黨立委陳怡潔提案修正替代役實施條例，明定僱用役男的企業，若違反服勤管理規定，使役男權益受損時，得處新台幣5萬元以上50萬元以下的罰鍰。

### 針對「民主協商」質詢
2019年3月5日親民黨立委陳怡潔針對兩岸議題質詢行政院長蘇貞昌與陸委會主委陳明通，雙方針對中共武力犯台以及中國大陸拋出的「民主協商」唇槍舌戰。在質詢中，陳怡潔認為陸委會以及民進黨政府不斷挑釁中國，為選票挑起統獨對立，蘇貞昌不願回答，反要求陳怡潔批評中共總書記習近平所提出的「一國兩制台灣方案」。原因是陳怡潔在質詢時質疑陸委會跨部會干涉教育部，阻止兩岸正常學術交流，遭陸委會主委陳明通反駁，兩岸學術交流根本不需要教育部同意。後又提出台灣人民是否失去與中國大陸「民主協商」的「言論自由」，但其實根據《兩岸人民關係條例》第 5-1 條：
臺灣地區各級地方政府機關 (構) ，非經行政院大陸委員會授權，不得與大陸地區人民、法人、團體或其他機關 (構) ，以任何形式協商簽署協議。臺灣地區之公務人員、各級公職人員或各級地方民意代表機關，亦同。臺灣地區人民、法人、團體或其他機構，除依本條例規定，經行政院大陸委員會或各該主管機關授權，不得與大陸地區人民、法人、團體或其他機關 (構) 簽署涉及臺灣地區公權力或政治議題之協議。
因此非官方的「民主協商」不僅不屬於言論自由的體現，而且違反了立法院本身通過的法律。

### 《司法院釋字第七四八號解釋施行法》第四條「結婚登記」投反對票
2019年5月17日於立法院表決《司法院釋字第七四八號解釋施行法》，其中第四條「結婚登記」，親民黨籍三席委員皆投反對票。

## 家庭與財產申報
陳怡潔的父親為陳政忠，曾任臺北市議會第5－14屆議員，為目前議會中最為資深者，連任近四十年。
根據2013年，監察院所公布的公務人員財產申報資料中，首次申報的橘委陳怡潔，名下分別土地24筆、建物8筆；存款也有2,466萬元、加上債權1億6,801萬元，陳怡潔也透過辦公室回應，因為本身專攻財務管理，財產大多是投資所得。

## 外部連結
- 立法院 -陳怡潔委員簡介 （页面存档备份，存于）
- 立委 陳怡潔 Chen Yi-Chieh的Facebook專頁